# Sister Gertrude Morgan
Gertrude Williams Morgan, nota anche con lo pseudonimo di Sister Gertrude Morgan (La Fayette, 7 aprile 1900 – New Orleans, 8 luglio 1980), è stata una pittrice, musicista e predicatrice statunitense.
Nata a LaFayette, in Alabama, si trasferì a New Orleans nel 1939, dove visse e lavorò fino alla sua morte nel 1980. Morgan ha ottenuto il plauso della critica durante la sua vita per i suoi dipinti afferenti all'arte popolare. Il suo lavoro è stato incluso in molte mostre di arte popolare e visionaria dagli anni '70 in poi.

## Biografia
Sister Morgan nacque come Gertrude Williams a Lafayette, in Alabama, da Frances "Fannie" Williams ed Edward Williams. Era la settima figlia di una povera famiglia rurale.
Per ragioni ignote, Sister Morgan lasciò la scuola prima di completare la terza elementare. Intorno al 1917 la sua famiglia si trasferì a Columbus, Georgia, dove lavorò come domestica e bambinaia in una casa privata.

### Matrimonio
Gertrude Williams sposò Will Morgan il 12 febbraio 1928. Viveva con suo marito al 1324 di North Avenue a Columbus, GA. Sebbene non ci siano prove di un divorzio, è noto che Sister Morgan lasciò Columbus da sola nel 1934 o nel 1938, viaggiando prima in Alabama e poi a New Orleans, dove si sarebbe stabilita.

### Vocazione religiosa

#### Primo coinvolgimento nella chiesa
Il primo coinvolgimento documentato di Sister Morgan con la religione risale alla tarda adolescenza, quando si unì alla Rose Hill Memorial Baptist Church, una congregazione locale a Columbus, in Georgia. Dopo aver iniziato a dipingere nel 1956, Sister Morgan avrebbe documentato questo frangente della sua vita nei dipinti THE ROSE HILL MEMORIAL BAPtiST CHURCH, Columbus Ga. (nd) e Rose Hill Memorial Baptist Church (nd). Questi dipinti raccontano i cambiamenti nella leadership della chiesa di Rose Hill, dopo la morte del reverendo Miller nel 1930.

#### Rivelazioni di Dio
La prima di molte rivelazioni che Gertrude avrebbe sperimentato sarebbe avvenuta nel 1934. La storia di questa rivelazione è inscritta in uno dei suoi dipinti, 1324 NO AVE COLUMBUS GA. (nd ). Su di esso scrisse: "Seduta nella mia cucina una notte ho sentito una voce grande e forte che mi parlava mi ha detto che ti farò come un sigillo perché ti ho scelto Ho ricevuto questa chiamata il 30 dicembre del 1934 dovetti rispondere alla mia chiamata e un giorno arrendermi e fare le valigie e andare... un vaso scelto da Dio è meraviglioso essere. Dio mi ha chiamato e mi ha inseguito e mi ha trasformato nelle mani di suo figlio e GESÙ ha detto prendi la tua croce e segui me."
Nel 1938 sarebbe seguita una seconda rivelazione, sotto forma di una voce che diceva: "Vai, predicatrice, dillo al mondo". Fu in quest'anno che lasciò Columbus, prima per Opelika, Alabama, poi per Mobile e forse Montgomery. Lavorò come bambinaia e tata a Opelika e Mobile, e forse iniziò a lavorare come guaritrice e profeta di strada durante questo periodo.

#### Orfanotrofio a New Orleans
Quando arrivò a New Orleans nel 1939, Sister Morgan incontrò madre Margaret Parker e sorella Cora Williams. Le due donne erano coinvolte nel movimento Holiness and Sanctified, una fede afroamericana in cui erano centrali le attività di musica, canto e danza. Le tre donne fondarono presto una missione e un orfanotrofio a casa di Madre Parker al 533 di Flake Avenue nel quartiere di Gentilly, poi alla periferia di New Orleans. L'orfanotrofio era finanziato dai soldi raccolti dalla predicazione e dalle esibizioni per le strade.
Le tre donne adottarono abiti neri e diedero rifugio a venti orfani e fuggiaschi alla volta. (Nei dipinti di Sister Gertrude, le tre donne sono raffigurate nelle loro vesti nere, adornate con colletti, polsini e lacci in vita bianchi). Poiché Gentilly era una zona abbastanza rurale all'epoca, allevavano bestiame e coltivavano ortaggi sul terreno che circondava la grande casa. Tenevano feste di quartiere all'Orfanotrofio, dove le "profetesse" (come in seguito Sister Morgan le avrebbe chiamate nei suoi dipinti) suonavano il piano, la batteria, i cembali e i tamburelli. In aggiunta alla predicazione di strada, le tre donne facevano visita alla prigione parrocchiale di Orleans, fornendo guida spirituale ai detenuti, oltre a viaggiare in altre città della Louisiana e del Texas per riunioni della chiesa. Sister Morgan lavorò all'orfanotrofio fino al 1957.

#### Everlasting Gospel Mission

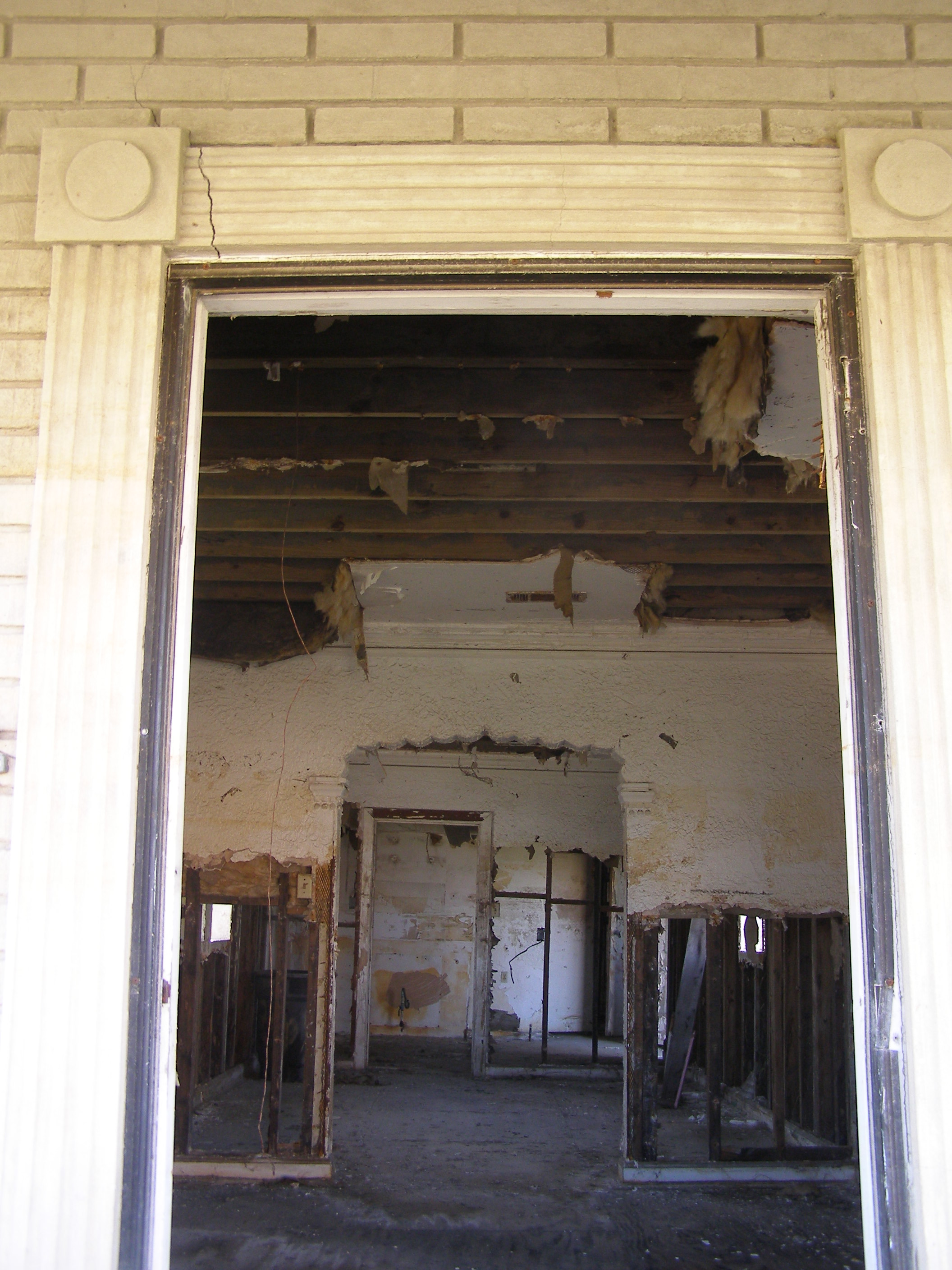
Porta dell'ex casa/missione di SisterGertrude nel Lower 9th Ward, nel 2007.

Dopo aver lasciato Gentilly, Sister Morgan alloggiò in varie case, principalmente nel Lower Ninth Ward, un quartiere storicamente afroamericano nella parrocchia di Orleans. Alla fine si stabilì al 5444 di North Dorgenois street nella Lower Ninth, in una shotgun house con la proprietaria, Jennie Johnson. Il prato della proprietà sarebbe stato ricoperto di quadrifogli, un dettaglio che si può intravedere nelle fotografie in bianco e nero della proprietà. La chiamò Everlasting Gospel Mission ("Missione evangelica eterna") e trasformò la prima stanza della casa in una sala di preghiera dove avrebbe tenuto sermoni. I suoi dipinti adornavano le pareti bianche della sala di preghiera, che conteneva anche una piccola scrivania, un bastoncino per battere, strumenti musicali e i suoi megafoni di carta dipinta che avrebbe usato per predicare. Fu in questo periodo all'inizio degli anni '40 che adottò il nome di "Sister".

#### Sposa di Cristo
Nel 1957 Sister Morgan avrebbe ricevuto un'altra rivelazione da Dio. Sognando, avrebbe udito una voce che le diceva che lei era la Sposa di Cristo. Cambiò quindi il suo abbigliamento missionario nero a favore di un completo tutto bianco composto da un'uniforme da infermiera, berretto da infermiera con visiera e scarpe bianche abbinate. La divisa è visibile nell'opera untitled (SABBATH DAY Poem) (n.d.).

### Opere d'arte
Nel 1956, Sister Gertrude Morgan avrebbe ricevuto un'altra rivelazione da Dio che la esortava a dipingere. Lei intendeva l'atto della pittura come uno strumento da utilizzare nel suo servizio al Signore, così come usava la musica nella sua predicazione di strada. Sister Morgan usava i suoi primi dipinti come ausili visivi nei suoi sermoni e insegnamenti, spesso con i bambini. I suoi dipinti raffigurano quasi esclusivamente argomenti religiosi, illustrando scene delle Scritture. Il Libro dell'Apocalisse aveva un significato speciale per lei e forniva materiale su cui sarebbe tornata più e più volte nelle sue opere.
Intorno al 1960, il mercante d'arte Larry Borenstein incontrò Sister Morgan mentre predicava nel quartiere francese. La invitò a esibirsi ed esporre lavori nella sua galleria d'arte dopo averla incontrata mentre urlava all'angolo di una strada con un megafono di carta. Borenstein coltivò un pubblico per il suo lavoro presentando i suoi dipinti a collezionisti, artisti, musei e gallerie. Lee Friedlander e Andy Warhol erano entrambi ammiratori del suo lavoro. Warhol fu un suo corrispondente occasionale, mentre Friedlander usò Sister Morgan come soggetto nelle sue fotografie.
L'arte di Sister Morgan le portò fama e notorietà, qualcosa che secondo quanto riferito le piaceva ma per cui si sentiva in conflitto. Nel 1973 annunciò che il Signore le aveva ordinato di smettere di dipingere per concentrarsi sulla sua predicazione e sulla sua poesia. "Dipingere ora? Oh no", avrebbe detto nel 1974. "Sono troppo preoccupata (...)."

### Musica
La musica fu un altro strumento per il ministero di Sister Morgan. All'inizio degli anni '70, fu registrato Let's Make A Record per catturare Morgan che cantava e suonava il suo tamburello.

### Poesia
Sister Morgan fu anche una poetessa dall'inizio della sua attività missionaria fino alla propria morte.

### Morte
L'8 luglio 1980, Sister Morgan morì nel sonno nella sua casa nel Lower Ninth Ward. I suoi funerali furono organizzati da Larry Borenstein e un servizio si tenne presso la House of Bultman, in St. Charles Avenue. Durante il servizio funebre furono esposte sue opere e fu suonata Let's Make a Record.

## Pittura

### Stile
Simile ad altri artisti autodidatti, Sister Morgan usava forme semplici per rappresentare la figura umana. I suoi lavori sono caratterizzati dalla mancanza dell'uso di tecniche formali come la prospettiva e la definizione di luci e ombre, conferendo loro una qualità piatta e bidimensionale. Dipingeva e disegnava utilizzando acrilici, tempere, biro, acquerelli, pastelli, pastelli, matite e pennarelli. Usando i materiali poco costosi che aveva a portata di mano, Sister Morgan dipingeva su carta, rotoli di carta igienica, brocche di plastica, megafoni di carta, legno di scarto, paralumi, ventagli di carta e vassoi di polistirolo. Il fatto che fosse autodidatta, insieme alla sua scelta dei materiali, nonché al suo stile e ai suoi argomenti, l'hanno portata a essere caratterizzata come un'artista naive, popolare, visionaria, vernacolare e outsider.

### Soggetti
Concependo all'origine le sue opere come appendici ai suoi insegnamenti evangelici, i dipinti di Sister Morgan sono spesso inscritti con passaggi dalle Scritture e testi di canzoni gospel popolari. Allo stesso modo, i dipinti che documentano la sua infanzia, la prima età adulta e i primi anni a New Orleans sono inscritti con le narrazioni di eventi specifici, che spesso fanno riferimento alle sue attività evangeliche.
Morgan aveva una predilezione per l'Apocalisse di Giovanni. William A. Fagaly scrive: "Il testo apocalittico del Libro della Rivelazione offre una pletora di immagini visionarie: l'Apocalisse e i suoi quattro cavalieri, l'Anticristo, la Prostituta di Babilonia, la Bestia (con il marchio 666), il libro celeste di sette sigilli, Armageddon, il ritorno degli ebrei in Terra santa, il regno millenario di Cristo sulla Terra e la Nuova Gerusalemme". È per i suoi dipinti della Nuova Gerusalemme che Sister Morgan è più nota. La città santa della Nuova Gerusalemme "discesa da Dio dal cielo" è stata costantemente raffigurata come un condominio a più piani nelle sue composizioni. In alcuni dei suoi dipinti della Nuova Gerusalemme, un coro di angeli interrazziali adorna il cielo. Il coro degli angeli è molto frequente nei suoi dipinti, a volte come uno dei tanti elementi di una composizione, altre volte come unico soggetto.
Un'altra immagine ricorrente nel suo lavoro è un autoritratto come la Sposa di Cristo, che cavalca con Gesù in un aeroplano. Si ipotizza che ciò faccia riferimento all'inno Oh, Jesus Is My Air-o-plane, registrato nel 1930. Un altro inno, Jesus, Savior, Pilot Me", pubblicato per la prima volta nel 1871 da Edward Hopper, stabilisce un motivo correlato a Gesù come pilota.
Il suo lavoro successivo è caratterizzato dal predominio delle iscrizioni. Le sue immagini diventano scarse e in alcune composizioni inesistenti.
Sister Morgan firmò i suoi dipinti con molti nomi, tra cui Black Angel, Lamb Bride, Nurse to Doctor Jesus, Everlasting Gospel Revelation Preacher, Bride of Christ e Little Ethiopia Girl.

## Accoglienza ed eredità

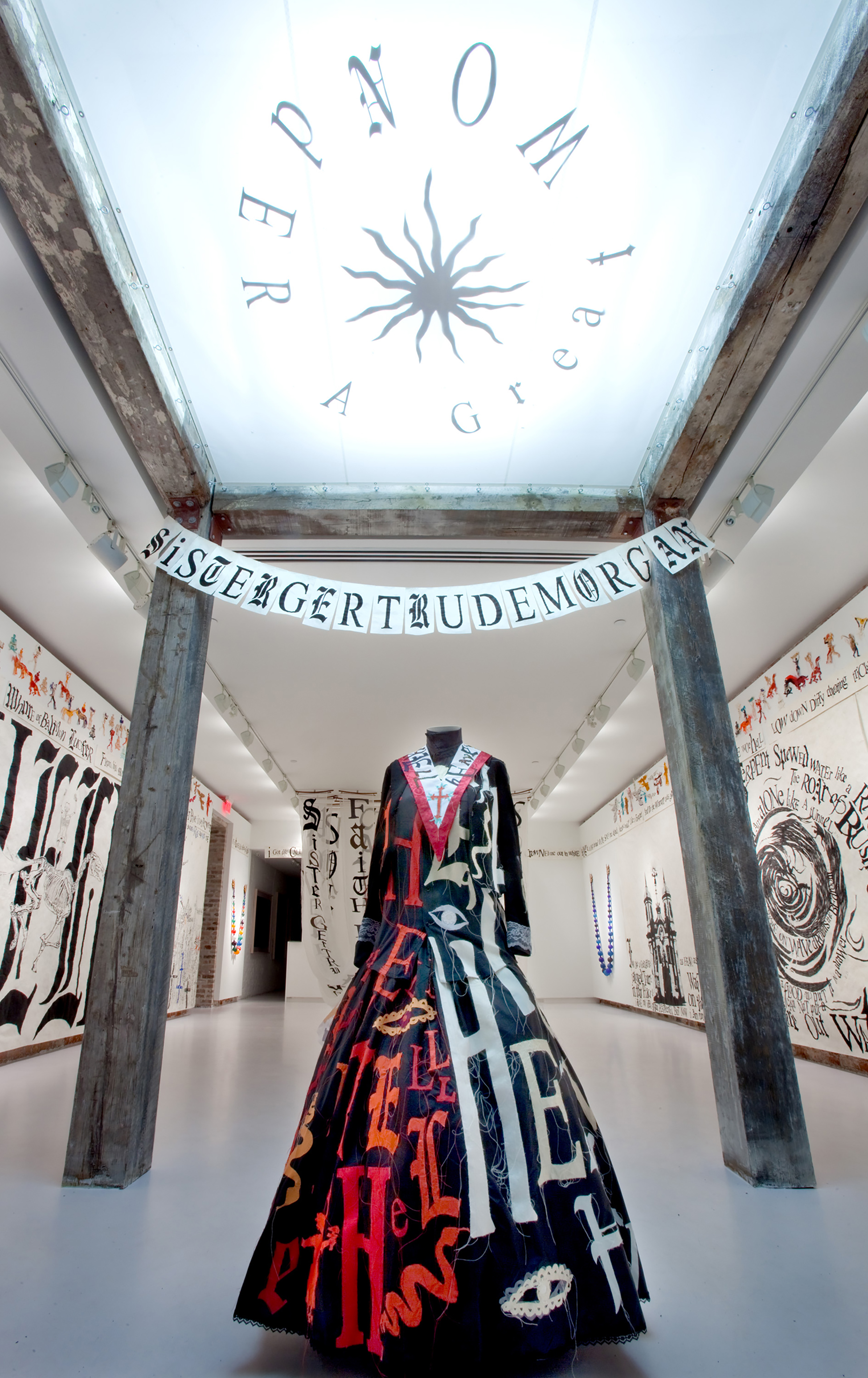
Installazione "LESLEY DILL: HELL HELL HELL/HEAVEN HEAVEN HEAVEN: ENCOUNTERING SISTER GERTRUDE MORGAN & REVELATION", presso la Arthur Roger Gallery a New Orleans, nel 2010

L'ex casa e missione di Morgan è rimasta un punto di riferimento del quartiere dopo la sua morte. Come il resto del quartiere, fu gravemente danneggiato durante il disastro dell'inondazione durante l'uragano Katrina nel 2005. La casa danneggiata fu sventrata nella speranza che potesse essere riparata e ristrutturata, ma successivamente fu demolita.

### Arte
Nel 1970 il poeta e interprete Rod McKuen, un fan e collezionista del lavoro di Morgan, utilizzò tredici sue illustrazioni per accompagnare un libro di citazioni bibliche, God's Greatest Hits, che vendette più di 300 000 copie.
Una delle illustrazioni a tempera e pittura di God's Greatest Hits è conservata dalla Collezione Evans-Tibbs dello Smithsonian.

### Musica
Nel 2004 l'album originale Let's Make A Record è stato ripubblicato per l'etichetta Preservation Hall Recordings.
Nel 2005, l'etichetta Ropeadope pubblicò King Britt presents Sister Gertrude Morgan, che prendeva le registrazioni a cappella / tamburello di Let's Make A Record e vi innestava una strumentazione beat contemporanea. L'album ricevette recensioni entusiastiche e creò un pubblico nuovo per Sister Gertrude Morgan. L'artwork dell'album conteneva i suoi dipinti.

## Mostre
Nel 1970, il lavoro di Sister Morgan fu in mostra all'Arts and Science Center di Baton Rouge, LA.
Nel 1973 il suo lavoro fu incluso nella mostra Louisiana Folk Paintings al Museum of American Folk Art (ora American Folk Art Museum ) a New York. La mostra comprendeva oltre 75 dipinti di Sister Morgan, insieme ai colleghi artisti visionari Clementine Hunter e Bruce Brice. Fu anche nel 1973 che il New Orleans Museum of Art espose per la prima volta il lavoro di Sister Morgan, in una mostra intitolata Naive Art in Louisiana.
Nel 1982 la mostra Black Folk Art in America, 1930-1980 presentava venti artisti (tra cui Sister Morgan) e quasi 400 dipinti e sculture. Aprì al Corcoran Museum of Art e proseguì presso il San Francisco Museum of Modern Art, il Saint Louis Art Museum, il Baltimore Museum of Art, il Des Moines Art Center e il Cleveland Museum of Art.
Nel 2004, al Folk Art Museum di New York si aprì la prima grande retrospettiva dell'opera di Morgan, The Tools of Her Ministry: the Art of Sister Gertrude Morgan. La mostra fu curata da William A. Fagaly, ex Direttore del New Orleans Museum of Art (NOMA). Questa mostra fu in seguito trasferita al NOMA e successivamente al Center for Intuitive and Outsider Art di Chicago. La mostra fu accompagnata dalla pubblicazione di un catalogo contenente saggi di William A. Fagaly, Jason A. Berry e Helen M. Shannon.
Nel 2022, sue opere sono state inserite nella mostra tematica Corpo orbita nell'ambito della 59ª Biennale di Venezia.

## Pubblicazioni
- Morgan, Gertrude. Let's Make a Record. [New Orleans, Louisiana], Preservation Hall Recordings, 2004. Registrato dal vivo nella Prayer Room, 511 Royal Street, New Orleans, Louisiana.
- King Britt e Gertrude Morgan, King Britt Presents Sister Gertrude Morgan. [New York], Ropeadope, 2005. Sister Gertrude Morgan registrò in origine presso la Preservation Hall, New Orleans, 1968. King Britt registrò a the Hut and Nautica, Philadelphia.
- Gail Levin, Art in Progress: Sister Gertrude, 2004.